# 苯酚钠
苯酚钠是苯酚的钠盐，化学式为NaOC6H5。该化合物的共轭酸是苯酚。

## 化学性质
苯酚钠和卤代烃反应，生成苯基醚：
NaOC6H5  +  RBr →   ROC6H5  +  NaBr